# クリストフォロ・ムナーリ
クリストフォロ・ムナーリ（Cristoforo Munari、名前はCristofanoや Christoforoとも、1667年7月21日 - 1720年6月3日）は、イタリアの画家である。主に静物画を描いた。 

## 略歴
北イタリアのレッジョ・エミリアで生まれた。おそらくレッジョ・エミリアで画家の訓練を受けて、はじめモデナで働きモデナ及びレッジョ公、リナルド・デステ(1665-1737)の支援を受けた。1703年から1706年の間はローマで働いた、
エヴァリスト・バスケニス(1617-1677)やパオロ・アントニオ・バルビエーリ(Paolo Antonio Barbieri: 1603–1649)といった画家が描き始めてイタリアでも人気のあるジャンルとなっていた静物画を描くようになった。ムナーリは楽器や陶磁器、絨毯などの骨董品、食物などを題材にした静物画を描いた。ローマではパンテオンの前で定期的に展覧会を開く「Congregazione Artistica dei Virtuosi al Pantheon」という美術家グループ のメンバーになった。
トスカーナ大公子で、芸術家のパトロンであったフェルディナンド・デ・メディチ(1663-1713)の注文で働くようになり、1706年にフィレンツェに移り、1707年にフィレンツェの絵画アカデミー（Accademia del Disegno）の会員になった。フィレンツェで多くの静物画を描いたが1710年代の初めにリナルド・デステに絵画代金の支払いを求めるとともに、経済的状況の厳しいことを訴える手紙が残されていて、当時、「静物画」に支払われる報酬が少なかったことが示されている。
後援者のフェルディナンド・デ・メディチが亡くなった後、1713年9月にローマで活動した記録が残されていて、1715年に再びフィレンツェの絵画アカデミーに会費を支払った記録があるが、日付のある最後の作品は1714年のものである。
1716年からピサに滞在し、ピサの聖堂の絵画修復の仕事をした。1620年にピサで没した。

## 作品

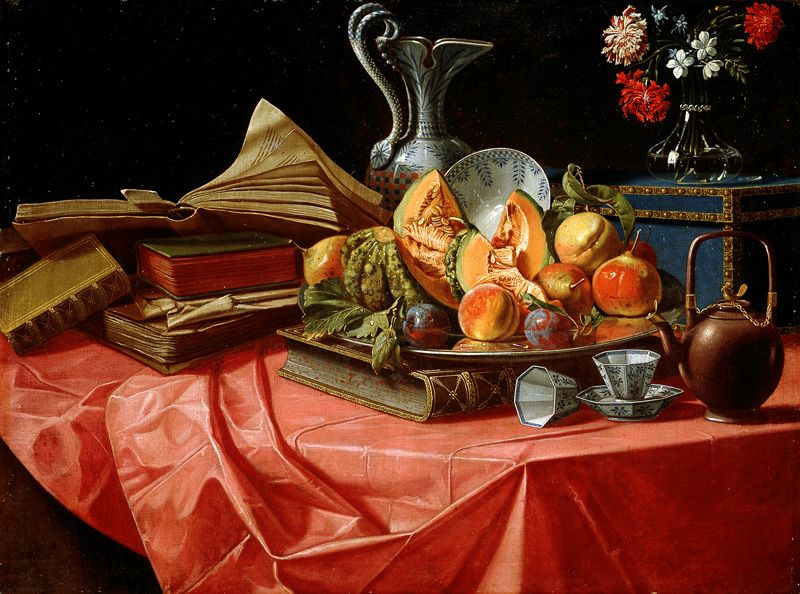
赤いテーブル上の本や中国磁器、果物皿、トランク、花瓶、水差し
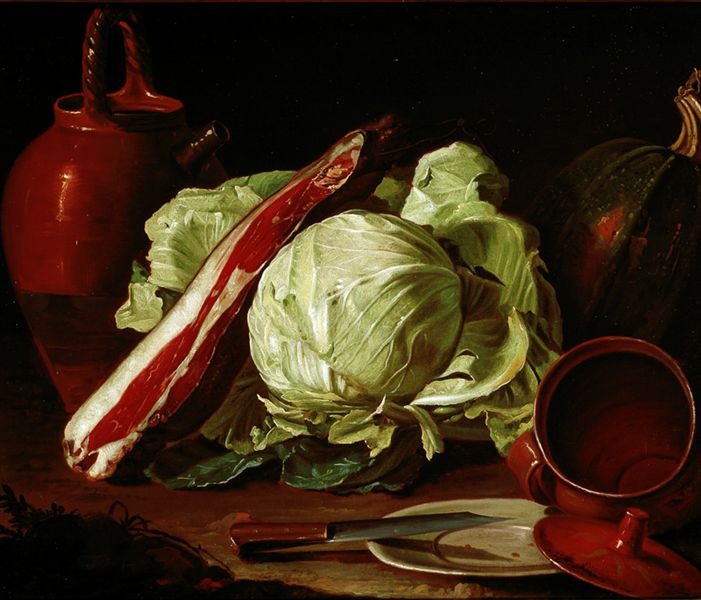
野菜と食器
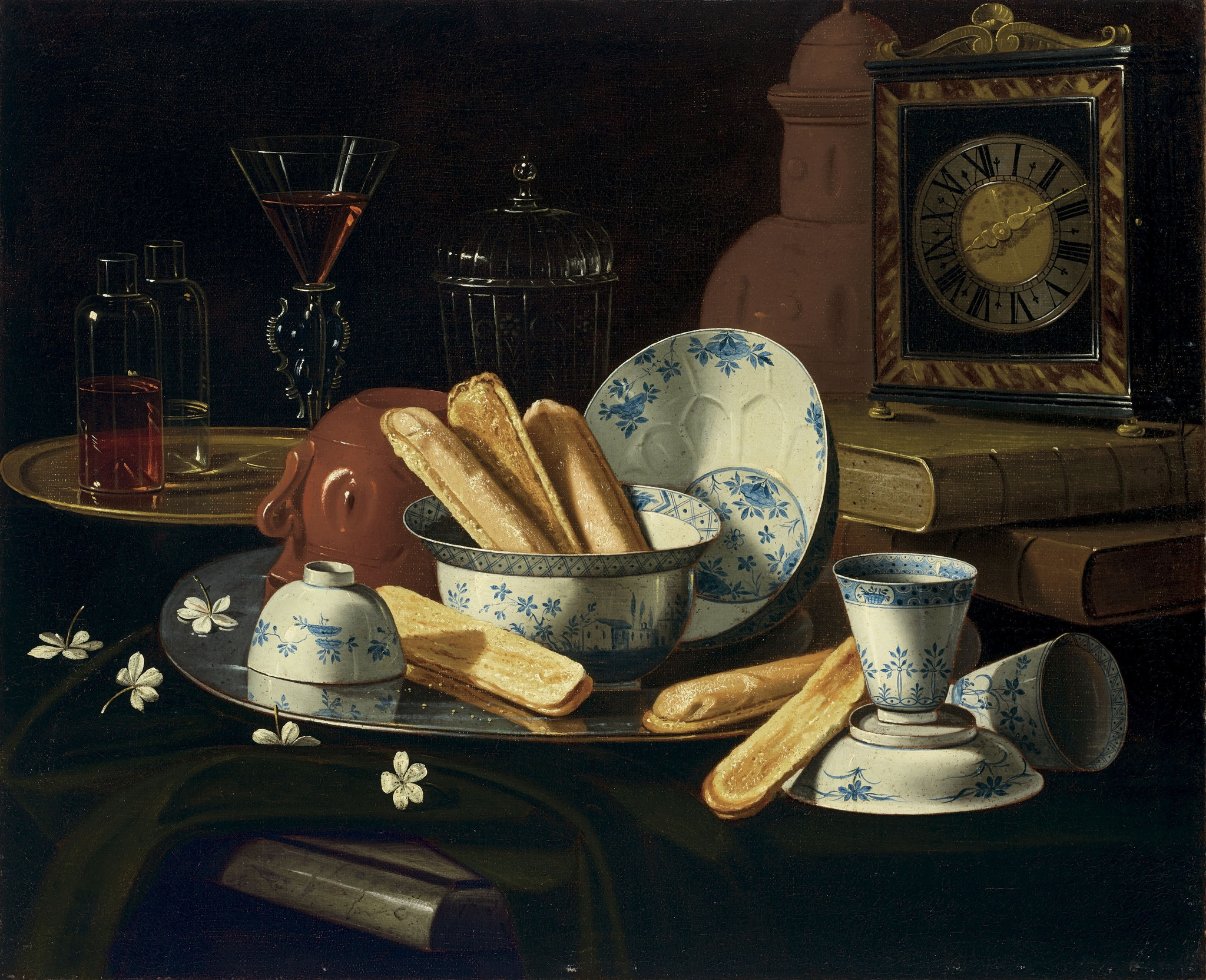
ビスケットのある静物

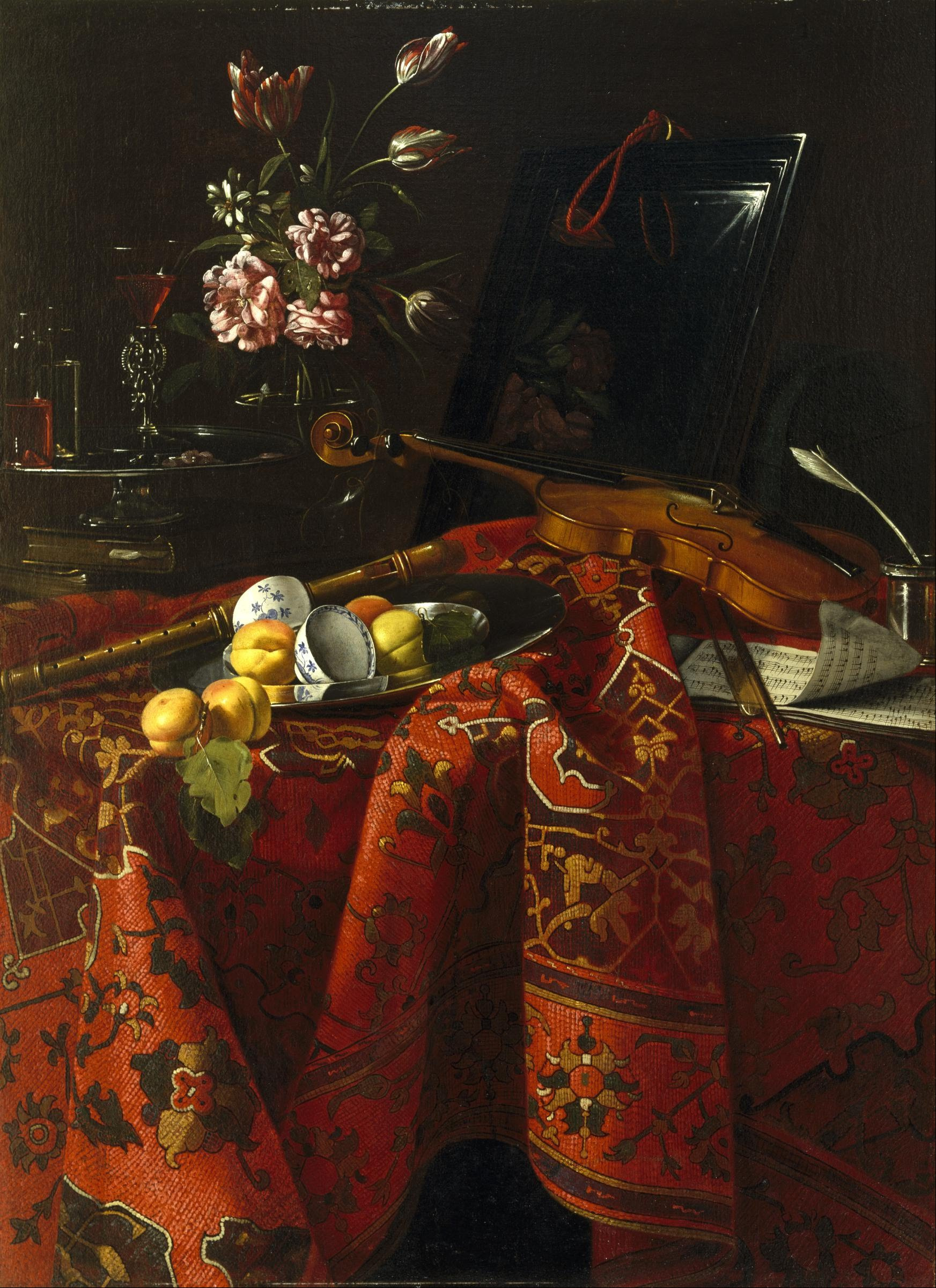
楽器のある静物画 ヒューストン美術館
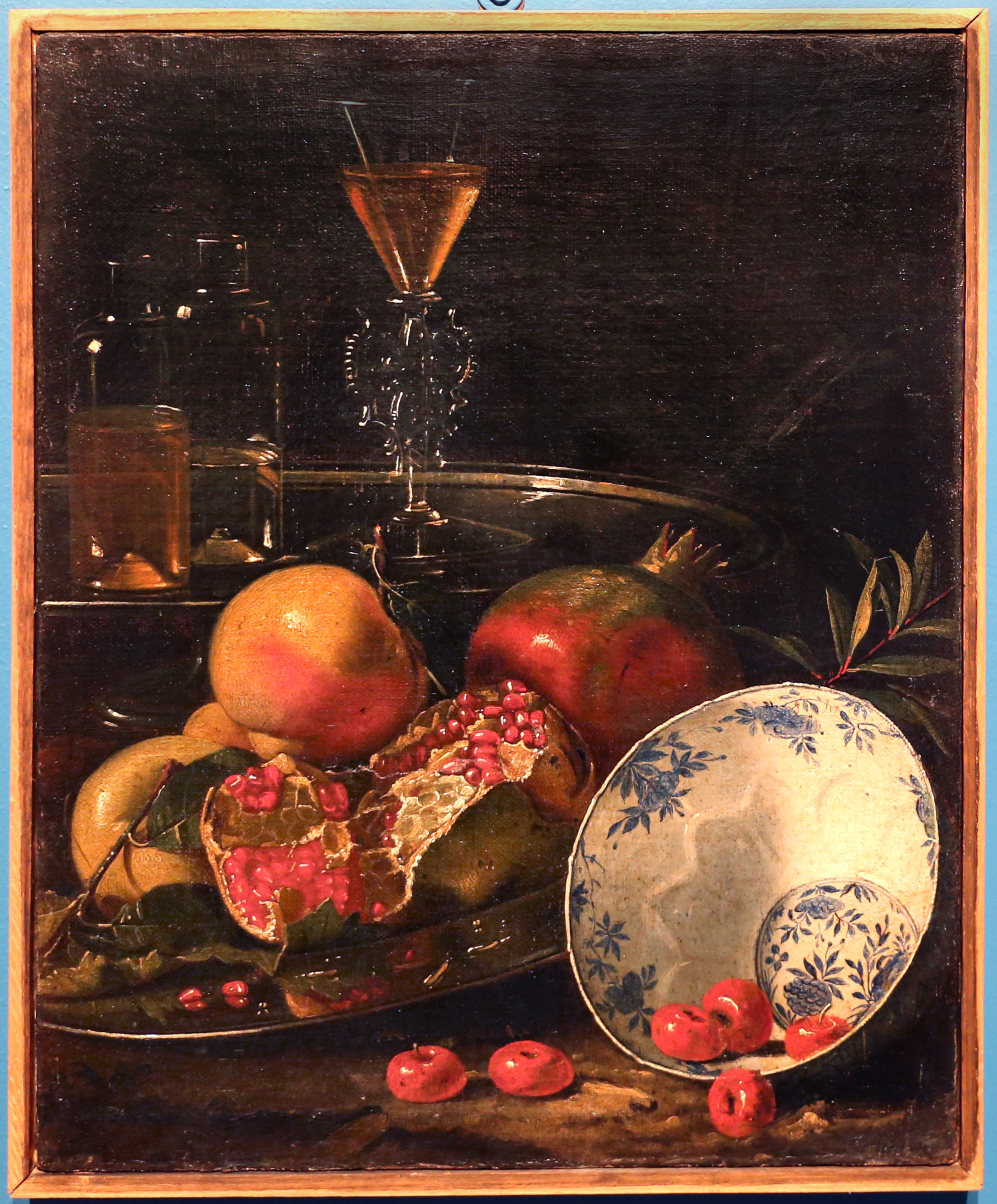
中国磁器やガラス食器や果物のある静物
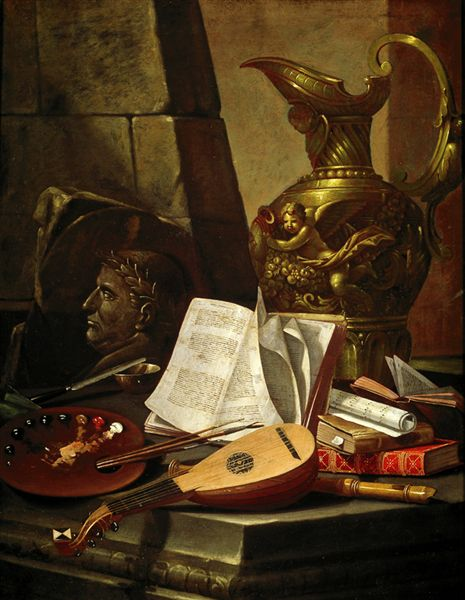
芸術の寓意画
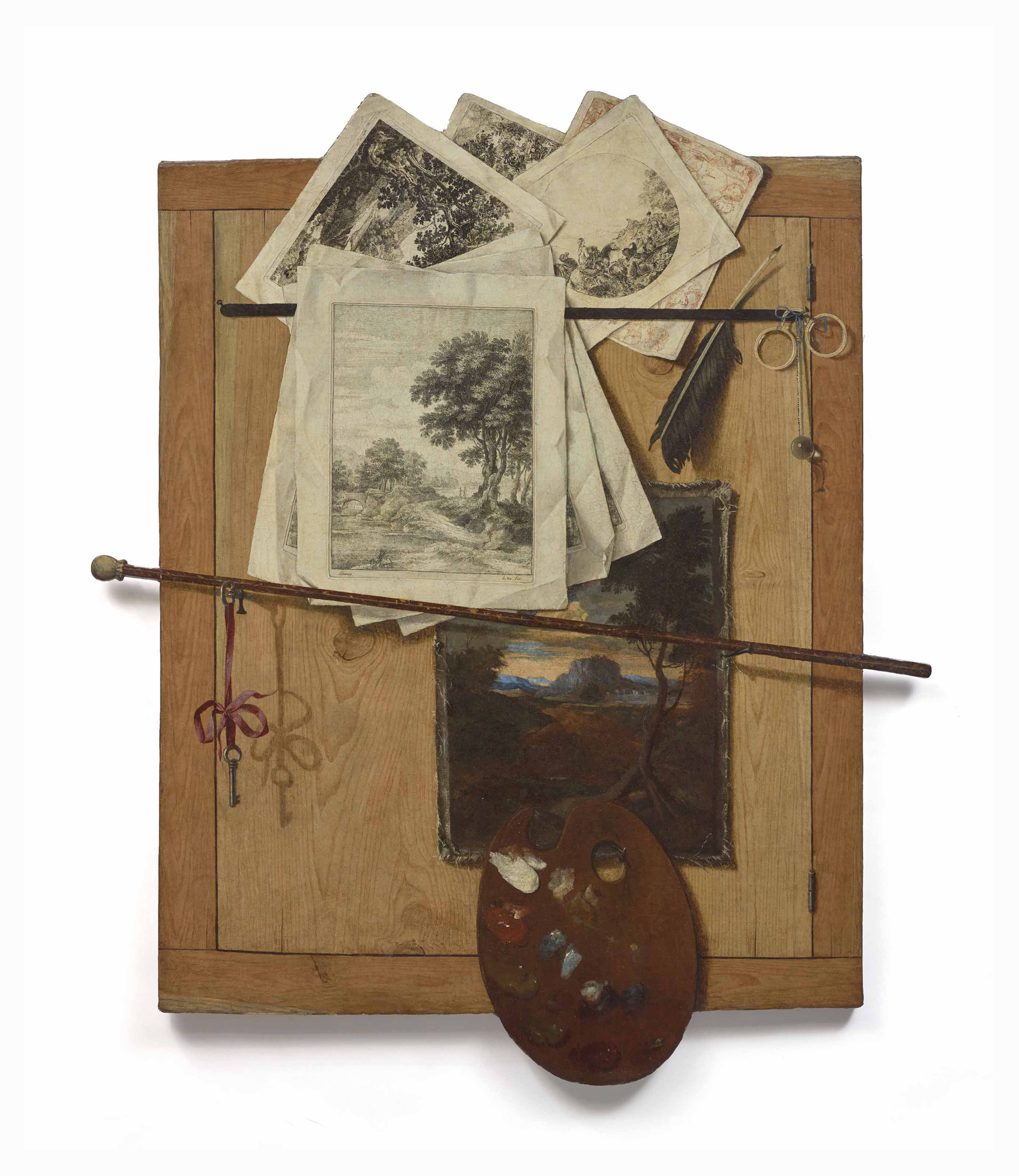
トロンプ・ルイユ